# NGC 4293
NGC 4293 è una galassia a spirale barrata nella costellazione della Chioma di Berenice.
Si individua mezzo grado a nord della stella doppia 11 Comae Berenices, nei pressi della ben più cospicua M85. Dalla Via Lattea appare vista quasi di taglio, ma nonostante ciò, è ancora ben visibile la barra centrale, specialmente con telescopi di grande apertura. Strumenti inferiori ai 200mm infatti evidenziano bene la galassia, ma non consentono di notarne i particolari. Dista dalla Via Lattea circa 62 milioni di anni-luce, ed è un membro dell'ammasso della Chioma di Berenice.